# Dzikuska (film)
Dzikuska – polski film niemy z 1928 roku w reż. Henryka Szaro. Adaptacja powieści Ireny Zarzyckiej pod tym samym tytułem. Nie zachował się do dziś.

## Fabuła
Student Witold Leski udaje się do majątku Tomasza Kruszyńskiego, gdzie zostaje zatrudniony jako korepetytor. Jego zadaniem ma być kształcenie panny Ity – córki dziedzica, dziewczyny o niezwykle krnąbrnym charakterze. Mimo początkowych nieporozumień Ita z Witoldem szybko znajdują wspólny język i wkrótce zakochują się w sobie.

## Obsada
- Zbigniew Sawan – Student Witold Leski
- Maria Malicka – Ita, córka Kruszyńskiego
- Wanda Zawiszanka – baronówna Ela Ziemska
- Aleksander Żabczyński – baron Janusz Ziemski
- Alicja Borg – Janeczka Rosowska
- Zofia Czaplińska – matka Leskiego
- Edward Nowina – Antoni, syn Kruszyńskiego
- Michał Orlicz-Hryniewicz – Tomasz Kruszyński, obywatel ziemski
- Tadeusz Fijewski
- Janusz Ziejewski